# Leinefelde-Worbis
Leinefelde-Worbis är en stad i mellersta Tyskland, belägen i Landkreis Eichsfeld i förbundslandet Thüringen.  Staden bildades 16 mars 2004 genom sammanslagning av de tidigare självständiga städerna Leinefelde och Worbis samt landskommunerna Breitenbach och Wintzingerode.  Den sammanslagna kommunen Leinefelde-Worbis är  den största staden i Landkreis Eichsfeld.

## Kultur och sevärdheter

### Sevärdheter
- Björnparken i Worbis.
- Japanska trädgården.
- Burg Scharfenstein.
- Burg Bodenstein, belägen vid Kirchohmfeld.
- Staden utgör en del av turistvägen Deutsche Fachwerkstrasse.
- Hembygdsmuseet Haus „Gülden Creutz“.
- Klosterkyrkan St. Antonius i Worbis, grundlagd 1668.
- Det tidigare vattentornet från 1867, ombyggt 1996/97 till stadens rådhus.

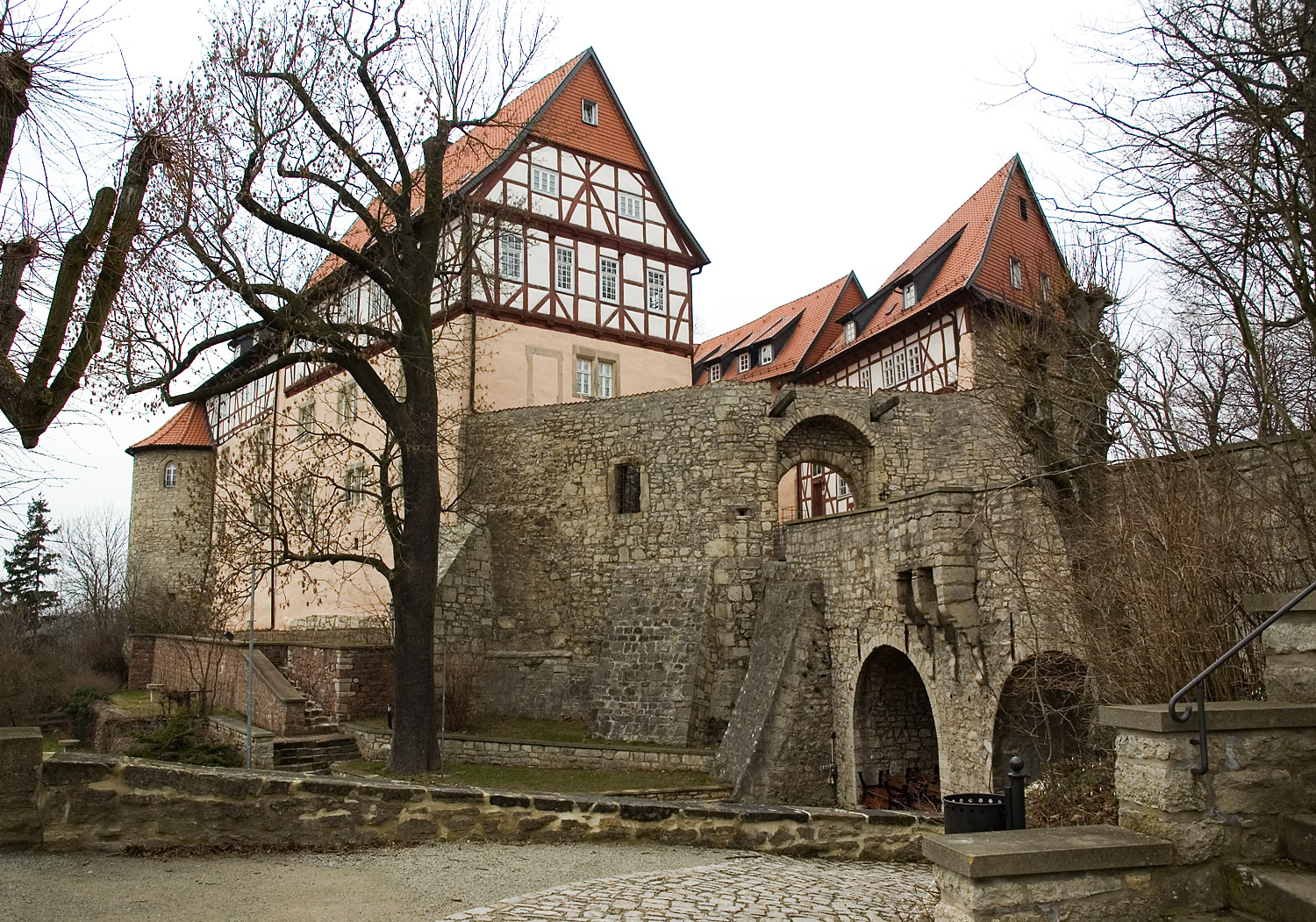
Burg Bodenstein
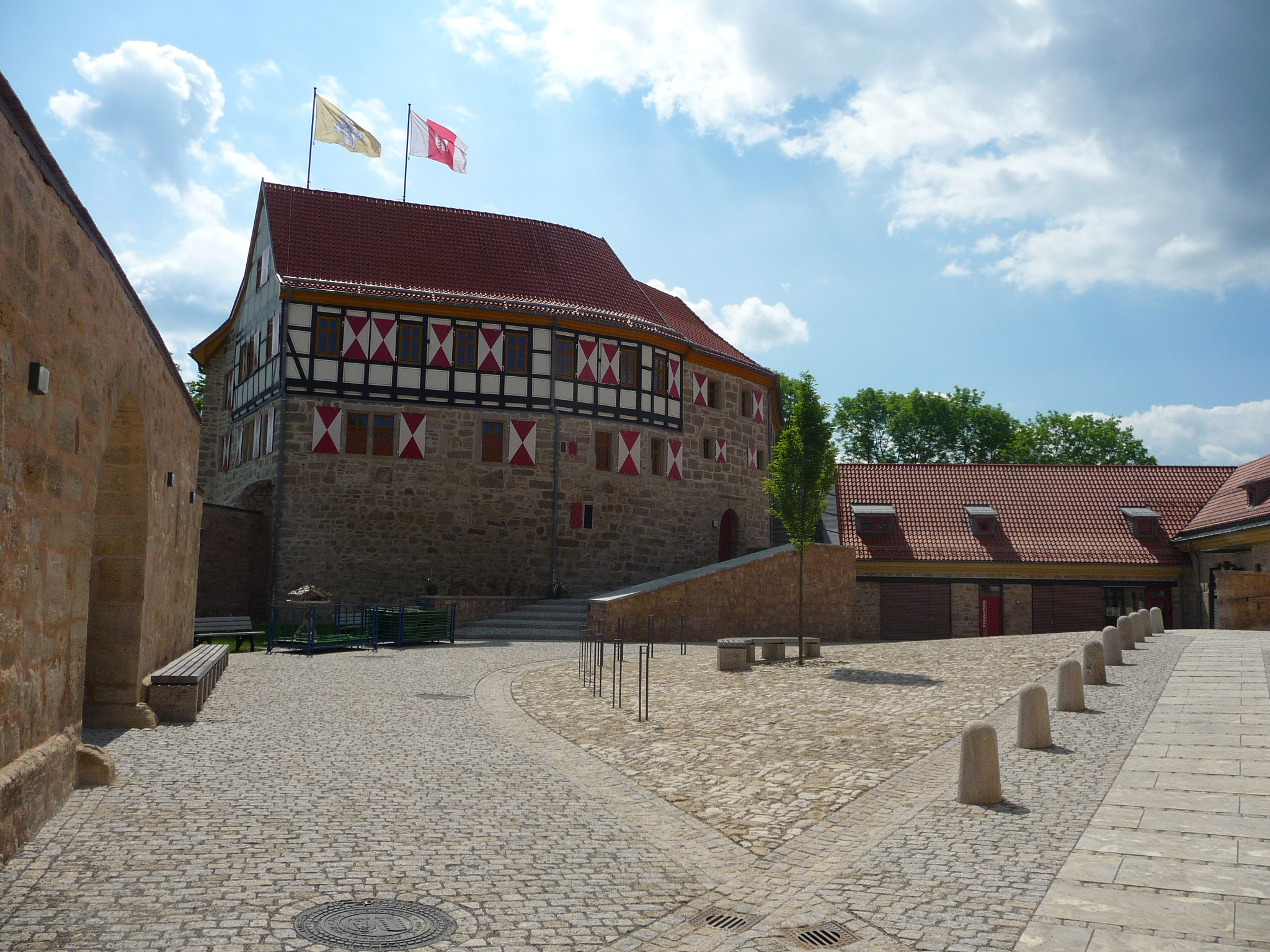
Burg Scharfenstein
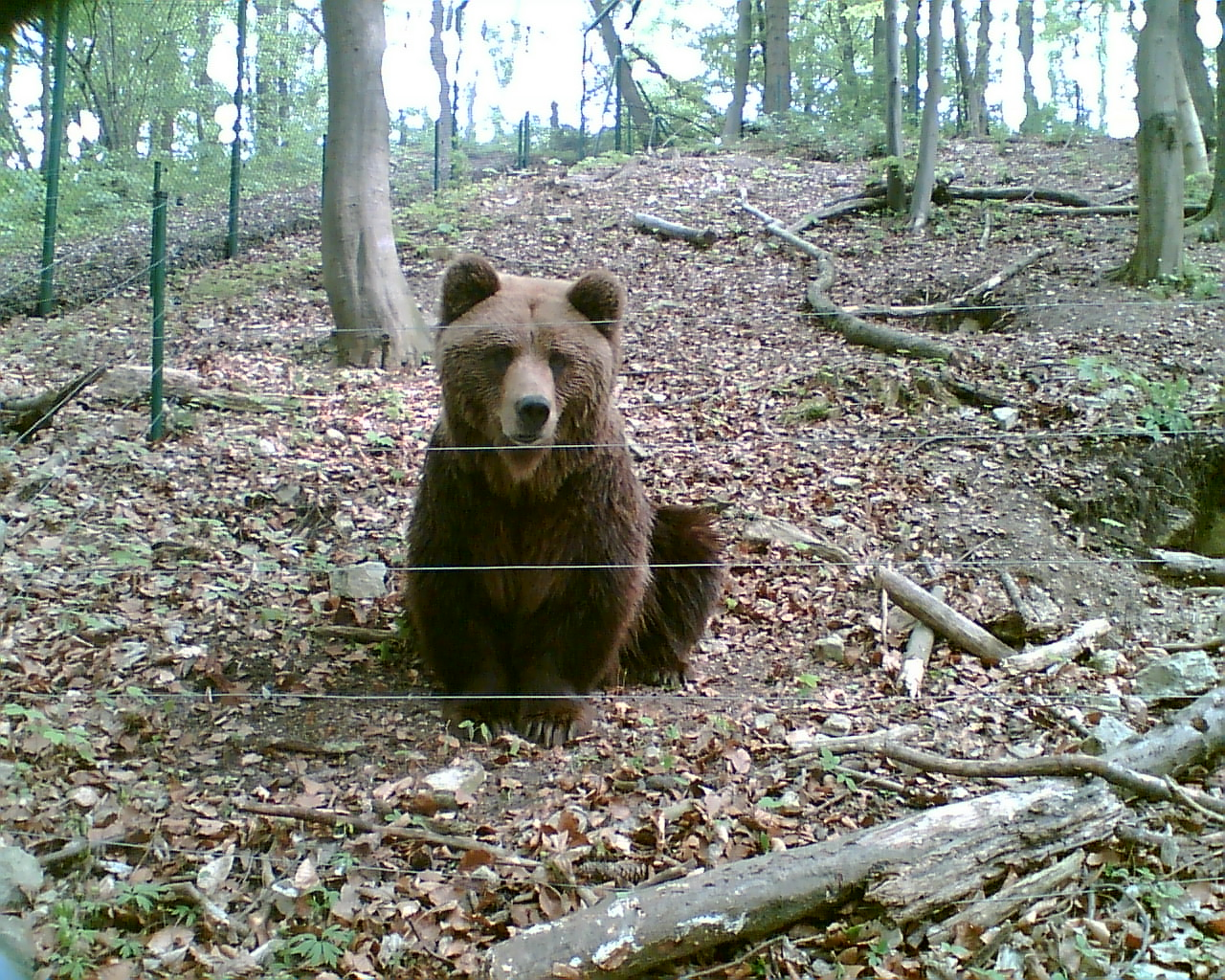
Björnparken

## Kända ortsbor
- Johann Carl Fuhlrott (1803-1877), naturforskare, upptäckare av Homo neanderthalensis, neandertalmänniskan.
- Georg Schaefer (1926-1990), tysk-amerikansk konstnär och författare.